# Erikus dahli
Erikus dahli is een vlokreeftensoort uit de familie van de Amaryllididae. De wetenschappelijke naam van de soort is voor het eerst geldig gepubliceerd in 1987 door Lowry & Stoddart.